# محمد توسلی حجتی
محمّد توسّلی حجتی (زاده ۱۳۱۷) سومین دبیرکل نهضت آزادی ایران و اولین شهردار تهران پس از انقلاب اسلامی است. او پیش از انتخاب به‌عنوان دبیرکل نهضت آزادی ایران، سال‌ها رئیس دفتر سیاسی و عضو شورای مرکزی این حزب بود.

## زندگی
محمد توسلی، متولد ۲۵ اردیبهشت ۱۳۱۷، در محله سنگلج تهران و در یک خانواده متوسط مذهبی با پنج برادر و دو خواهر است. پدر وی یک کاسب در بازار تهران بود و ریشه خانوادگی‌اش از سویی به کاشان و از سویی به کن (تهران) می‌رسید. مادر وی نیز دختر حاج‌آقا میر هوشی السادات از بازاریان قدیم تهران بود.

### دوره تحصیلات
او در سال ۱۳۳۵ وارد دانشکده فنی دانشگاه تهران شد و از اعضای فعال انجمن اسلامی دانشجویان بود. از سال ۱۳۴۰ و با تشکیل نهضت آزادی از اعضای آن شد و در سال ۱۳۴۱ برای تحصیل در رشته مهندسی حمل‌ونقل و ترافیک به آلمان رفت. سپس برای ادامه تحصیل در رشته راه و ترافیک به آمریکا رفت.

### بازداشت در سال ۱۳۴۶
او در سال ۱۳۴۶ پس از بازگشت به ایران ممنوع‌الخروج شد. در سال ۱۳۵۰ به‌دنبال دستگیری اعضای مجاهدین خلق وی نیز به دلیل کمک به اعضای سازمان به‌همراه اکبر هاشمی رفسنجانی و عزت‌الله سحابی دستگیر، و به یکسال زندان محکوم شد.
توسلی قبل از پیروزی انقلاب در سال ۱۳۵۷، مسئول تبلیغات ستادهای راهپیمایی و ستاد استقبال از سید روح‌الله خمینی بود و با روی کار آمدن دولت موقت به عنوان شهردار تهران برگزیده شد و دو سال این سمت را عهده‌دار بود. او پس از استعفای دولت در سال ۱۳۵۹، از شهرداری تهران استعفا داد. او در سال ۱۳۵۸ برای تصاحب کرسی مجلس شورای اسلامی، اعلام کاندیداتوری کرد.
توسلی را طراح اسم «سپاه پاسداران انقلاب اسلامی» برای ارتش مردمی تشکیل شده در اوایل جنبش انقلاب می‌دانند.

### بازداشت در سال ۱۳۶۷
توسلی در سال ۱۳۶۷ به همراه خسرو منصوریان و هاشم صباغیان به عنوان اعضای فعال نهضت آزادی بازداشت شد و پس از گذراندن هفت ماه با عفو سید روح‌الله خمینی و بدون محاکمه از زندان آزاد شد.

### بازداشت در سال ۱۳۶۹
توسلی در سال ۱۳۶۹ نامه‌ای را به همراه جمعی دیگر از اعضاء نهضت آزادی که بعدها به نامه ۹۰ امضایی مشهور شد، امضاء و منتشر کرد. در این نامه خطاب به هاشمی رفسنجانی، رئیس‌جمهور وقت ایران نوشته شده بود که «ایران در لبه پرتگاه است». این نامه تفصیلی در ۴ بند «اقتصادی و اجتماعی و زندگی»، «آزادی، امنیت و از نظر معنوی و مدیریت»، «استقلال، بقا و بازنگری کشور» و «روابط جهانی و سیاست خارجی» منتشر شد تا اوضاع کشور را به چالش و نقد بکشد. گفته شده که او به خاطر این امضاء این نامه، برای مدتی بازداشت شد. هاشمی رفسنجانی رئیس‌جمهور وقت، در یک مصاحبه مدعی شد که کسانی که دستگیر شده‌اند، ماهیت جاسوسی برای آمریکا داشته‌اند. از اتهامات توسلی در این پرونده، «نشر اکاذیب، توهین به مسئولان و مسائل امنیتی» عنوان شده است.

### بازداشت در سال ۱۳۸۰
توسلی‌به همراه دیگر اعضای نهضت آزادی ایران در فروردین ماه سال ۱۳۸۰ توسط دادگاه انقلاب اسلامی و به اتهام براندازی حکومت، بازداشت شد. و پس از سپری کردن ۱۱ ماه زندان آزاد شد. دلیل آزادی او، وثیقه سنگینی بود که نزد دادگاه گذاشته بود.
توسلی در سال ۱۳۸۱ در انتخابات مجلس شورای اسلامی از حوزه تهران اعلام کاندیداتوری کرد و توانست با کسب ۷۱۷۶ رای رتبه ۳۷ ام را کسب کند و به مجلس راه نیافت. او در انتخابات مجلس هشتم به سال ۱۳۸۶ نیز شرکت کرد.

### بازداشت در سال ۱۳۸۸
توسلی در در جریان اعتراضات تعدادی از مردم ایران به نتایج انتخابات ریاست جمهوری سال ۱۳۸۸، در تاریخ ۲۶ خرداد ۱۳۸۸ در محل کار خود بازداشت شد. او پیرترین زندانی سیاسی بازداشت شده در موج بازداشت فعالان سیاسی پس از انتخابات ریاست جمهوری محسوب می‌شود. او پس از طی کردن ۴۳ روز بازداشت در سلول انفرادی در ششم مرداد آزاد شد. آزادی او به قید وثیقه‌ای بود که در سال ۱۳۸۰ برای آزادی خود گذاشته بود.

### بازداشت در سال ۱۳۹۰
توسلی در ۱۲ آبان‌ماه ۱۳۹۰ به همراه داماد خود فرید طاهری که به سه سال حبس تعزیری محکوم شده بود؛ توسط نیروهای امنیتی دستگیر و به زندان اوین منتقل شد. دلیل بازداشت او را جعل امضاء در بیانیه موسوم به بیانیه ۱۴۳ نفر گزارش کرده‌اند. در این بیانیه، خطاب به محمد خاتمی، نوشته شده بود که «حداقل شرایط برای برگزاری انتخابات آزاد، سالم و عادلانه وجود ندارد». به گزارش خبرگزاری منسوب به سپاه، توسلی متهم بود که ۳۰ امضاء را در این بیانیه به دروغ به دیگران نسبت داده است در حالی که صاحبان امضاء منکر چنین کاری بودند.
او در ۱۸ اسفند ۱۳۹۰ با قرار وثیقه ۱۰۰ میلیونی به‌طور موقت از زندان آزاد شد. این‌مرخصی که برای شرکت او در مراسم عروسی دخترش بود، دو روز بعد به زندان بازگشت. او در ۲۵ اردیبهشت ۱۳۹۱ نیز به مرخصی از زندان آمد. در مهرماه ۱۳۹۱ وکیل توسلی از حکم ۱۱ سال حبس و ۵ سال محرومیت از حقوق اجتماعی خبر داد. این حکم را قاضی صلواتی در شعبه ۱۵ دادگاه انقلاب صادر کرده بود. گفته شده است که موارد اتهامی او در این پرونده، موارد اتهامی او در پرونده مربوط به سال ۱۳۸۸ است. او در نهایت در سال ۱۳۹۳ پس از گذراندن دوران محکومیتش آزاد شد.
شورای مرکزی نهضت آزادی در جلسه ۱۳۹۶/۰۲/۱۴ با توجه به وخامت حال ابراهیم یزدی و با نظر و حضور وی در این جلسه، طی مصوبه‌ای، محمد توسلی را به‌عنوان دبیرکل جدید حزب نهضت آزادی ایران پس از درگذشت ابراهیم یزدی برگزید؛ لذا او پس از درگذشت ابراهیم یزدی در تاریخ ۱۳۹۶/۰۶/۰۶، از این تاریخ تا ۱۴۰۳/۰۳/۱۰ دبیرکل حزب نهضت آزادی ایران بود. در تاریخ ۱۰ خرداد۱۴۰۳، شورای مرکزی حزب، محمدحسین بنی‌اسدی را به عنوان دبیرکل جدید حزب نهضت آزادی ایران معرفی کرد.

## آثار
کتاب خاطرات توسلی یکی از آثار منتشر شده توسط اوست. نام این کتاب «شصت سال ایستادگی و خدمت: خاطرات مهندس محمد توسلی: تجربه مدیریت شهری در دوران بحران (اسفند ۱۳۵۷ تا دی ۱۳۵۹)» است.